# Beauval, Somme

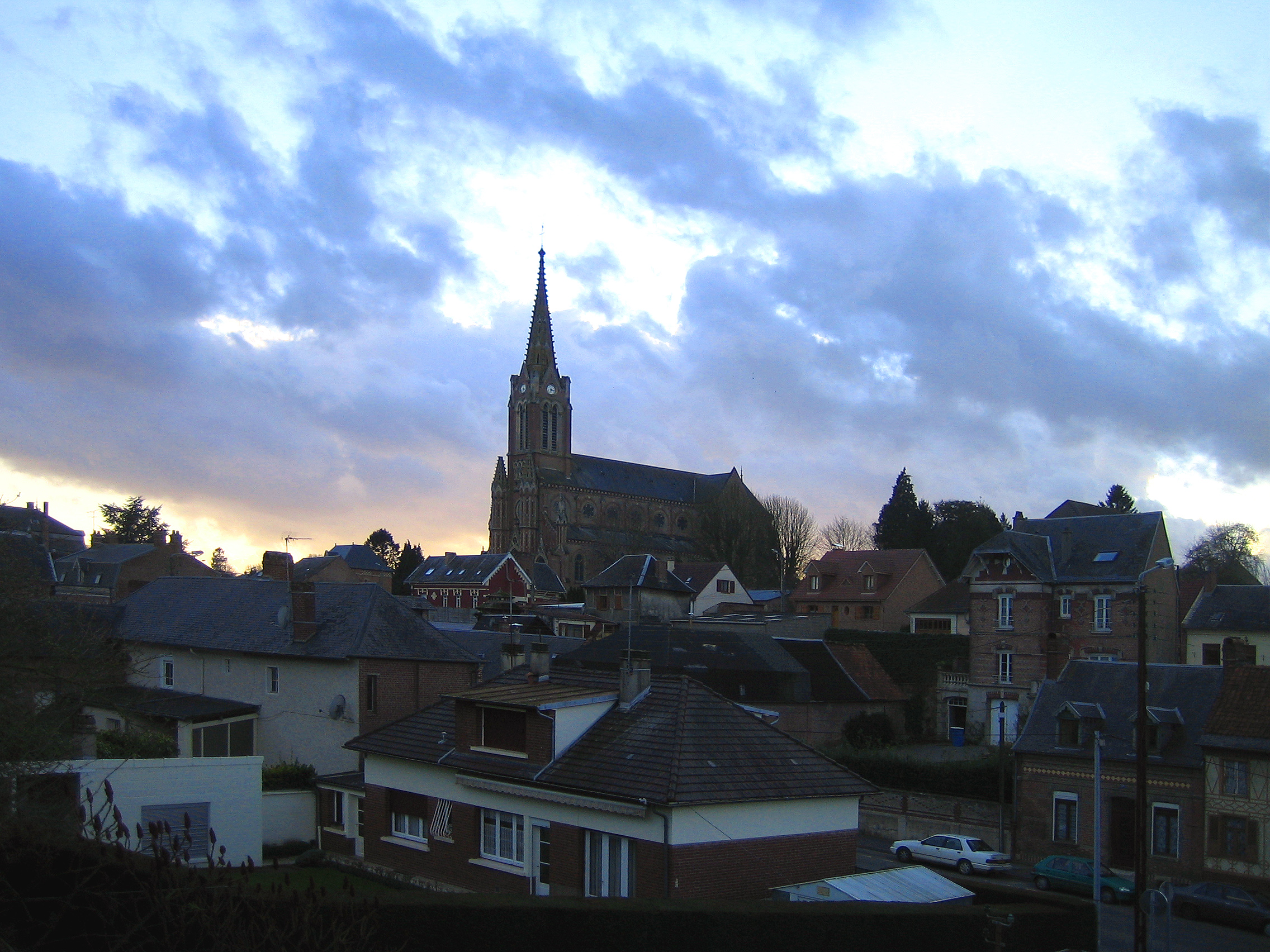
The town centre

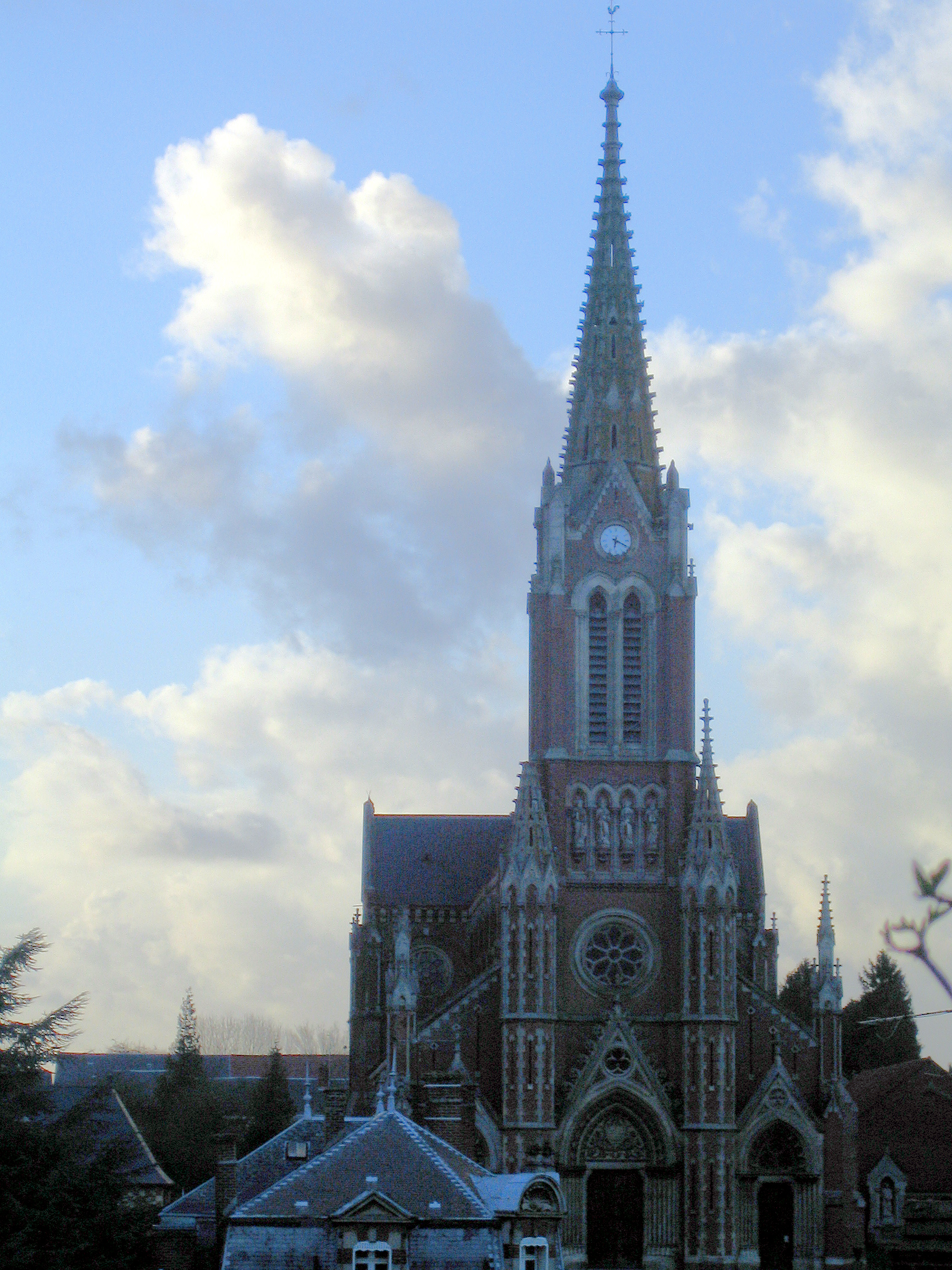
The Church

Beauval là một xã ở tỉnh Somme, vùng Hauts-de-France, Pháp.

## Địa lý
Beauval is 20 dặm Anh về phía bắc của Amiens, Doullens, trên quốc lộ N25.

## Dân số
| 1962                                                           | 1968 | 1975 | 1982 | 1990 | 1999 |
| -------------------------------------------------------------- | ---- | ---- | ---- | ---- | ---- |
| 2173                                                           | 2192 | 2206 | 2274 | 2286 | 2243 |
| Số liệu điều tra dân số từ năm 1962, dân số không tính hai lần |      |      |      |      |      |